# 李鍾煥 (実業家)
李 鍾煥（イ・ジョンファン、韓国語：이종환、1923年5月〈戸籍上は1924年1月9日〉 - 2023年9月13日）とは、大韓民国の実業家、慈善家。三栄化学グループの創業者。号は「冠廷」。

## 経歴
慶尚南道宜寧郡生まれ。本貫は広州李氏。馬山中学校を卒業後、1942年に明治大学商経科に留学。「日本人を越えるには日本人より勉強しないといけない」と考えていたが、1944年に徴兵され満洲に送られた。1945年8月に部隊は沖縄へ移動となったが、その途中の朝鮮半島で終戦を迎える。この時の考えから、青年がお金の心配をせず勉強できなければならないという考えを抱いた。
戦後は精米所の事業を始め、朝鮮戦争後は東大門市場で小規模な商社を営み種銭を集める。
1958年、石油やプラスチック容器などの生活用品からキャパシターフィルムなどを手掛ける三栄化学グループを立ち上げた。
2000年には個人資産10億ドルで冠廷・李鍾煥教育財団を設立、また2002年には3000億ウォンを出して奨学財団を作る。
2017年には、「李鍾煥が横領している」と讒言した50代の女性が、懲役5年の刑を宣告されている。
2023年9月13日、ソウル大学校病院で死去。享年100。

## 人物
質素倹約な生活を貫き、財力を主に教育方面への社会還元に使っている。
冠廷・李鍾煥教育財団の設立者であり、ソウル大学校の中央図書館冠廷館の新築などに投資している。支援金は資金だけで1兆ウォンに達しており、また支援した奨学金の額だけで1392億ウォン、輩出した学生の数は9354人（国内5032人、国外4322人）に上る。李は法学部や医学部など実利的な学問よりも基礎学問を中心に支援しており、中でも自然理工系を重視している。李鍾煥はこれについて「科学英才らがなりふり構わず医学部に、文科秀才らは法学部に詰め掛けている世の中で、出世や安定的職業を目標にしている学生らは、自費で勉強すればいい」と語っている。
寄付額は自身の財産の97％にも上り、朝鮮日報は「アルフレッド・ノーベルやアンドリュー・カーネギーは財産の90%以上を寄付したが、95%以上を寄付した人物は李鍾煥を除いてほかにいない」と語っている。
また対日問題については「日本をよく知ってこそ日本を越えることができる」と語り、2019年7月にはソウル大日本研究所に2億5000万ウォンを支援した。
2016年には「アジアのノーベル賞」として冠廷賞を制定すると公表し、また2019年10月にはノーベル賞を超える賞金額の計75億ウォンの賞金を与える『世界冠廷科学賞』を制定すると明らかにした。
またゴルフも得意で、2011年には知人とゴルフのラウンド中に国内最高齢ホールインワンの記録も立てた。